# Konavle
Konavle (Italiaans: Canali of  Val di Canali; Servo-Kroatisch: Konavli of Konavlje) is een gemeente in de Kroatische provincie Dubrovnik-Neretva.
Konavle telt 8250 inwoners. De oppervlakte bedraagt 209,25 km², de bevolkingsdichtheid is 39,4 inwoners per km².
In Konavle bevindt zich een als werelderfgoed erkende necropolis met middeleeuwse stećci-grafstenen.
Steden (gradovi): Dubrovnik · Korčula · Metković · Opuzen · Ploče

Gemeenten (općine): Blato · Dubrovačko Primorje · Janjina · Konavle · Kula Norinska · Lastovo · Lumbarda · Mljet · Orebić · Pojezerje · Slivno · Smokvica · Ston · Trpanj · Vela Luka · Zažablje · Župa Dubrovačka